# グランツ・ファースト・スタンド
『グランツ・ファースト・スタンド』（Grant's First Stand）は、アメリカ合衆国のジャズ・ギタリスト、グラント・グリーンが1961年に録音・発表した初のスタジオ・アルバム。

## 解説
グリーンはルー・ドナルドソンの紹介によってプロデューサーのアルフレッド・ライオンと出会い、グリーンは本作に先がけて、ドナルドソンのアルバム『ヒア・ティス』（1961年1月23日録音）のセッションに参加し、この時に共演したベイビー・フェイス・ウィレットを本作でも起用した。なお、2日後に録音されたウィレットのアルバム『フェイス・トゥ・フェイス』は、本作のトリオにフレッド・ジャクソンを加えた編成で演奏され、ウィレットの1961年5月録音・1962年発表のアルバム『ストップ・アンド・リッスン』は本作と同じラインナップで録音された。
スティーヴ・ヒューイはオールミュージックにおいて5点満点中4.5点を付け「グリーンもウィレットもブルースからの影響が強い一方、このセッションの全体において支配的でないとはいえ、グリーンは個性的なバップ・フレーズ（他のギタリストではなく管楽器奏者の旋律を手本としている）も披露しており、精力的なオープニング曲"Miss Ann's Tempo"や、ウィレット作の"Baby's Minor Lope"で優れた効果を発揮している」と評している。

## 収録曲
特記なき楽曲はグラント・グリーン作。
1. ミス・アンズ・テンポ - "Miss Ann's Tempo" - 5:40
2. 木の葉の子守歌 - "Lullaby of the Leaves" (Bernice Petkere, Joe Young) - 7:42
3. ブルース・フォー・ウィラリーン - "Blues for Willarene" - 7:09
4. ベイビーズ・マイナー・ロープ - "Baby's Minor Lope" (Baby Face Willette) - 7:16
5. エイント・ノーバディーズ・ビジネス・イフ・アイ・ドゥ - "Ain't Nobody's Business If I Do" (Porter Grainger) - 4:26
6. ア・ウィー・ビット・オ・グリーン - "A Wee Bit O' Green" - 7:46

## 参加ミュージシャン
- グラント・グリーン - ギター
- ベイビー・フェイス・ウィレット - ハモンドオルガン
- ベン・ディクソン - ドラムス